# ジョゼ・マリア・ヌヴェス
ジョゼ・マリア・ペレイラ・ヌヴェス（ポルトガル語: José Maria Pereira Neves, 1960年3月28日 - ）は、カーボベルデの政治家。現在、同国大統領。2001年から2016年まで第4代首相を務めた。ヌヴェズやネヴェスと表記されることもある。

## 経歴
カーボベルデ最大の島であるサンティアゴ島のサンタ・カタリナ出身。カーボベルデで初等教育・中等教育を受けた後、ブラジルのサンパウロに留学した。帰国後は政治家を志し、1989年には当時一党制支配を行っていたカーボベルデ独立アフリカ党 (PAICV) の青年部の指導者となった。ヌヴェスはカーボベルデを一党制国家から民主主義国家へと改革する上で重要な役割を果たした。

### PAICVでの台頭
1997年9月のPAICV党大会において、党首に相当する議長選挙が行われた。当時、PAICVを率いていたのはペドロ・ピレスだったが、ヌヴェスはこれに挑戦。敗れはしたものの、PAICVでの地位は向上していき、2000年5月には故郷サンタ・カタリナの要職に就任した。
2000年6月のPAICV議長選挙にも再び立候補。ピレスは翌2001年に予定された大統領選挙に出馬するために議長職を辞し、結果的にヌヴェスがPAICV議長に就任した。

### 第4代首相
2001年1月14日に国民議会総選挙が行われた。ヌヴェス率いるPAICVはこれで過半数の議席を獲得。ヌヴェスが第4代首相に任命された（カーボベルデ史上最年少での首相就任）。1ヶ月後に行われた大統領選挙ではピレスが激戦の末に当選を果たし、10年ぶりにPAICVが大統領・行政府を掌握し、与党に返り咲いた。
2006年1月22日の国民議会選挙でもPAICVは過半数の議席を維持し、ヌヴェスは引き続き首相を務めることになった。2008年6月27日に内閣改造を行ったが、これはカーボベルデ史上初めて、女性が多数派となった内閣である。
2014年12月14日に党議長を辞任。後任議長は党史上初となる女性のジャニラ・ホプフェル・アルマダ。2016年3月20日に実施された国民議会選挙ではPAICVは野党民主運動に敗北した。同年4月22日、首相を退任。

### 2021年大統領選挙
ジョルジェ・カルロス・フォンセカ大統領の任期満了に伴う大統領選挙ではPAICVから出馬した。投開票は2021年10月17日に行われ、過半数を獲得し当選が確定した。PAICVから大統領が選出されるのは10年ぶりとなる。2021年11月9日に就任。

## 政策
ヌヴェスはブラジルに留学した経験があり、カーボベルデとブラジルの関係強化に尽力している。2005年8月12日から4日間、サンパウロ、リオデジャネイロ、フォルタレザなどブラジル各州の州都を歴訪し、8月22日にはブラジル大統領ルイス・イナシオ・ルーラ・ダ・シルヴァとの会談も行っている。
ヌヴェスはまた、カーボベルデと欧州連合 (EU) の関係強化にも力を入れており、将来的にはカーボベルデのEU加盟も視野に入れている。一方、アフリカ諸国に対しては距離を置いており、2006年12月には、奴隷制や植民地主義がアフリカに甚大な影響を与えたことは認めつつも、現代のアフリカで起こっている様々な問題に関しては、アフリカ諸国の指導者たちに根本的な責任があると述べた。

## 参考サイト・注釈
1. ↑  NevesBio ボストン大学、2003年10月9日（英語）。2009年11月10日閲覧。
2. 1 2  Elections in Cape Verde African Elections Database（英語）。2009年11月10日閲覧。
3. ↑  外務省:カーボヴェルデ共和国 日本外務省。2009年11月10日閲覧。
4. ↑  "Profunda remodelação governamental em Cabo Verde" Panapress、2008年6月27日（ポルトガル語）。2009年11月10日閲覧。
5. ↑  “Janira Hopffer Almada elected leader of PAICV”.   Oceanpress.info (2014年12月14日). 2016年11月4日時点のオリジナルよりアーカイブ。2021年10月20日閲覧。
6. ↑  “MpD ganha maioria nas legislativas de Cabo Verde”.   Expresso.sapo (2016年3月20日). 2017年6月6日時点のオリジナルよりアーカイブ。2021年10月20日閲覧。
7. ↑  “Cabo Verde”.   Worldstatemen.org. 2021年10月20日閲覧。
8. ↑  “PAICV apoia José Maria Neves como candidato a PR de Cabo Verde”.   Noticias ao minuto.com (2021年5月30日). 2021年10月20日閲覧。
9. ↑  “Opposition candidate Neves wins Cape Verde election”.  ロイター (2021年10月18日). 2021年10月20日閲覧。
10. ↑  “Opposition leader wins Cape Verde presidential run-off”.  フランス24 (2021年10月22日). 2021年10月20日閲覧。
11. ↑  "Africa 'stop blaming colonialism'" AFP (News24.com)、2006年12月22日（英語）。2009年11月10日閲覧。

| 公職                                  | 公職                                      | 公職                              |
| ------------------------------------- | ----------------------------------------- | --------------------------------- |
| 先代 ジョルジェ・カルロス・フォンセカ | カーボベルデ共和国大統領 第5代：2021 -    | 次代 （現職）                     |
| 先代 グアルベルト・ド・ロザリオ       | カーボベルデ共和国首相 第4代：2001 - 2016 | 次代 ユリス・コレイア・エ・シルバ |